# بحيرة بيوا

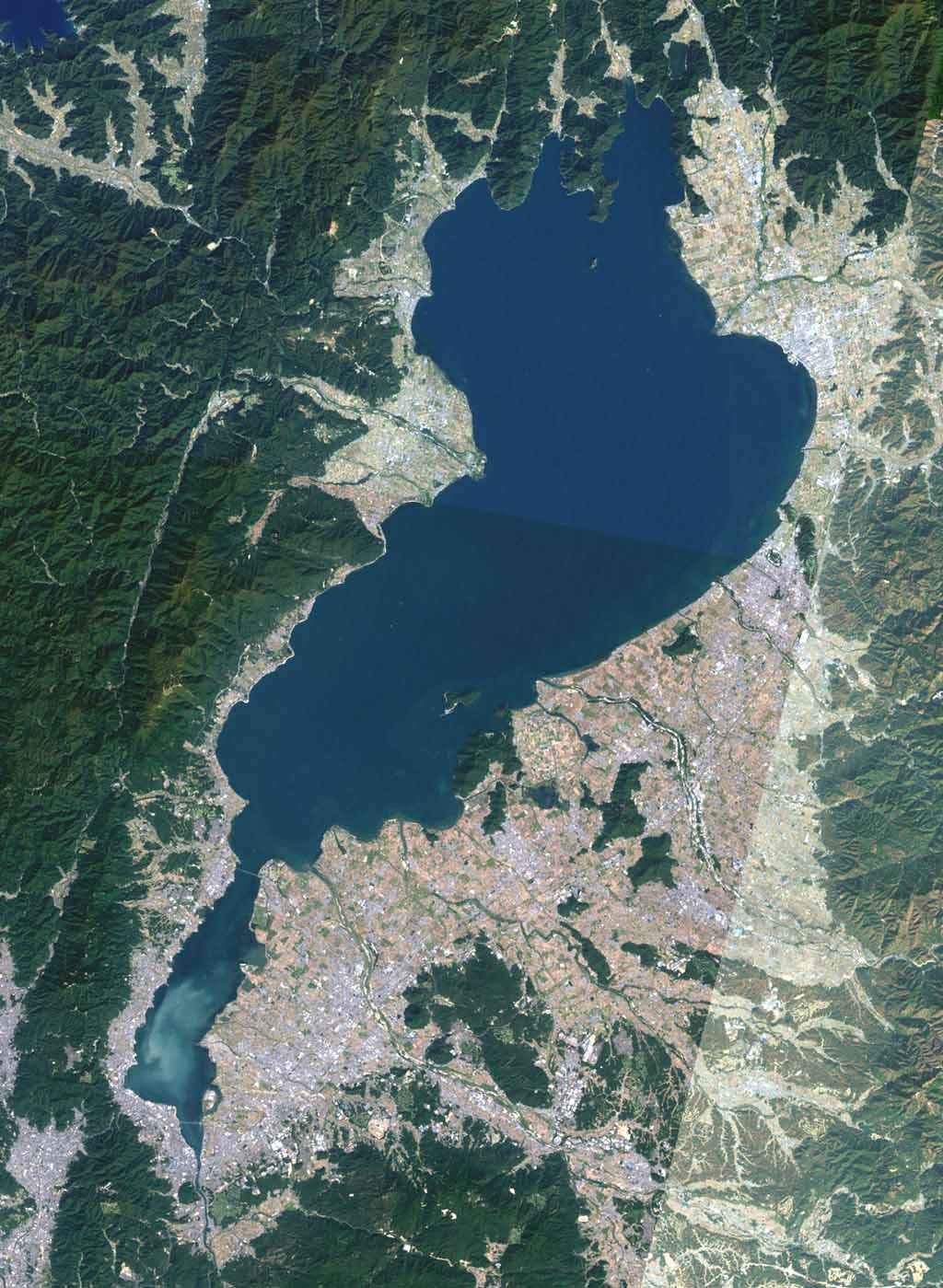
صورة فضائية لبحيرة بيوا.

بحيرة بيوا (باليابانية: 琵琶湖 بيوا-كو) هي أكبر بحيرة مياه عذبة في اليابان، تقع في محافظة شيغا. بسبب قرب موقع بحيرة بيوا من كيوتو العاصمة القديمة لليابان، فإنها غالبا ما تظهر في الأعمال الأدبية اليابانية مثل الشعر.
تبلغ مساحة البحيرة حوالي 670 كم مربع، وتصب فيها بعض الأنهار الصغيرة ويحيط بها بعض الجبال منخفضة الارتفاع.

## التسمية
يعتقد بأن تسمية «بيوا» تعود إلى فترة إيدو. بينما كان يشار إلى البحيرة فيما سبق بتسميات عدة منها «أوا أومي» (淡海، بحر المياه العذبة) و«تشيكاتسو أوا أومي» (近淡海، بحر المياه العذبة بالقرب من العاصمة) والذي يعتقد بأنه أصل تسمية مقاطعة «أومي» الاسم السابق لمحافظة شيغا.

## اقرأ أيضا
- قناة بحيرة بيوا
- ميو بيواكو كوساتسو، نادي كرة قدم على ضفاف البحيرة